# Phasmomantella
Phasmomantella (лат.) — род богомолов из семейства Deroplatyidae. Известен из Юго-Восточной Азии (Вьетнам). Род включает два вида.

## Описание
Крупные богомолы, длина тела до 10 см. От близких групп род отличается следующими признаками: глаза шаровидные, фронтально и латерально выпуклые; краниальная вершина плоская; антенны нитевидные; пронотум гладкий, узкий, без боковых кутикулярных расширений и длиннее остального тела у самок; передние тазики значительно короче пронотума; передние бёдра с четырьмя дисковидными шипами и четырьмя задневентральными шипами, из которых 3-й шип самый длинный. Формула шипиков: F = 4DS/15AvS/4PvS (бедра имеют 4 дисковидных шипа, 15 передневентральных шипов и 4 задневентральных шипа); T = 12—15AvS/7PvS (голени несут 12—15 передневентральных шипов и 7 задневентральных шипов). Самки брахиптерные, самцы макроптерные; тегмина занимает около половины длины тела после пронотума у самок и достигают, по крайней мере, конца брюшка у самцов.

## Классификация и этимология
Род включает два вида и был впервые выделен в 2018 году бельгийским энтомологом Xavier H.C. Vermeersch (Royal Belgian Institute of Natural Sciences, Брюссель, Бельгия), типовой вид Phasmomantella nuichuana Vermeersch. Название рода образовано сочетанием «Phasmo-» (лат. Phasma), означающего «призрак, явление» и относящегося к Phasmatodea (насекомые-палочники), с которыми новый род имеет общий стройный и похожий на палку вид, и «-mantella», являющегося уменьшительным от латинского слова «mantis» (богомол). Предлагаемое название рода также косвенно относится к неродственному южноамериканскому роду Phasmomantis, схожему по общему виду.
- Phasmomantella nuichuana Vermeersch, 2018[1]
- Phasmomantella pallida (Roy, 2001)
  - Euchomenella pallida Roy, 2001[6]